# Predrag
Predrag (kyrillisch: Предраг) ist ein männlicher Vorname, der überwiegend in Serbien verbreitet ist. 

## Herkunft
Der Name Predrag wird von den beiden serbischen Wörtern pre = (viel) zu und drag = lieb abgeleitet. Er lässt sich auch mit dem slawischen dorog = kostbar, wertvoll in Verbindung bringen. Der Name bedeutet also der viel zu liebe oder der Unbezahlbare. 
Der Namenstag ist der 6. August.

## Namensträger
- Predrag Đorđević (* 1972), serbischer Fußballspieler
- Predrag Matvejević (1932–2017), kroatischer Schriftsteller und Literaturwissenschaftler
- Predrag Mijatović (* 1969), montenegrinischer Fußballspieler
- Predrag Nikolić (* 1960), bosnischer Schachspieler
- Predrag Ostojić (1938–1996), jugoslawischer Großmeister im Schach
- Predrag Pašić (* 1958), jugoslawischer Fußballspieler und Jugendtrainer
- Predrag Rajković (* 1995), serbischer Fußballtorwart
- Predrag Simić (1954–2015), serbischer Politikwissenschaftler und Diplomat
- Predrag Stojaković (* 1977), serbischer Basketballspieler
- Predrag Timko (* 1949), jugoslawischer Handballspieler

## Varianten
- Spitznamen: Peđa, Pegi (Peggy), Peca, Predo, Predi, Ferdy, Prözy